# John Lozano
John Jairo Lozano Castaño (Guacarí, Valle del Cauca, Colombia; 31 de julio de 1984) es un futbolista colombiano. Juega de defensa.

## Clubes
| Club                   | País           | Año         | Partidos | Goles' |
| ---------------------- | -------------- | ----------- | -------- | ------ |
| Deportivo Pereira      | Colombia       | 2005 - 2010 | 68       | 7      |
| América de Cali        | Colombia       | 2010 - 2011 | 47       | 2      |
| New England Revolution | Estados Unidos | 2012        | 7        | 1      |
| Cúcuta Deportivo       | Colombia       | 2012 - 2013 | 50       | 3      |
| Atlético Huila         | Colombia       | 2014 - 2015 | 33       | 4      |
| Deportivo Cali         | Colombia       | 2015 - 2016 | 21       | 3      |
| Atlético Huila         | Colombia       | 2016 - 2018 | 39       | 2      |
| Deportivo Pereira      | Colombia       | 2018        | 17       | 2      |
| Real Cartagena         | Colombia       | 2019        | 27       | 1      |